# Обыкновенный чистик

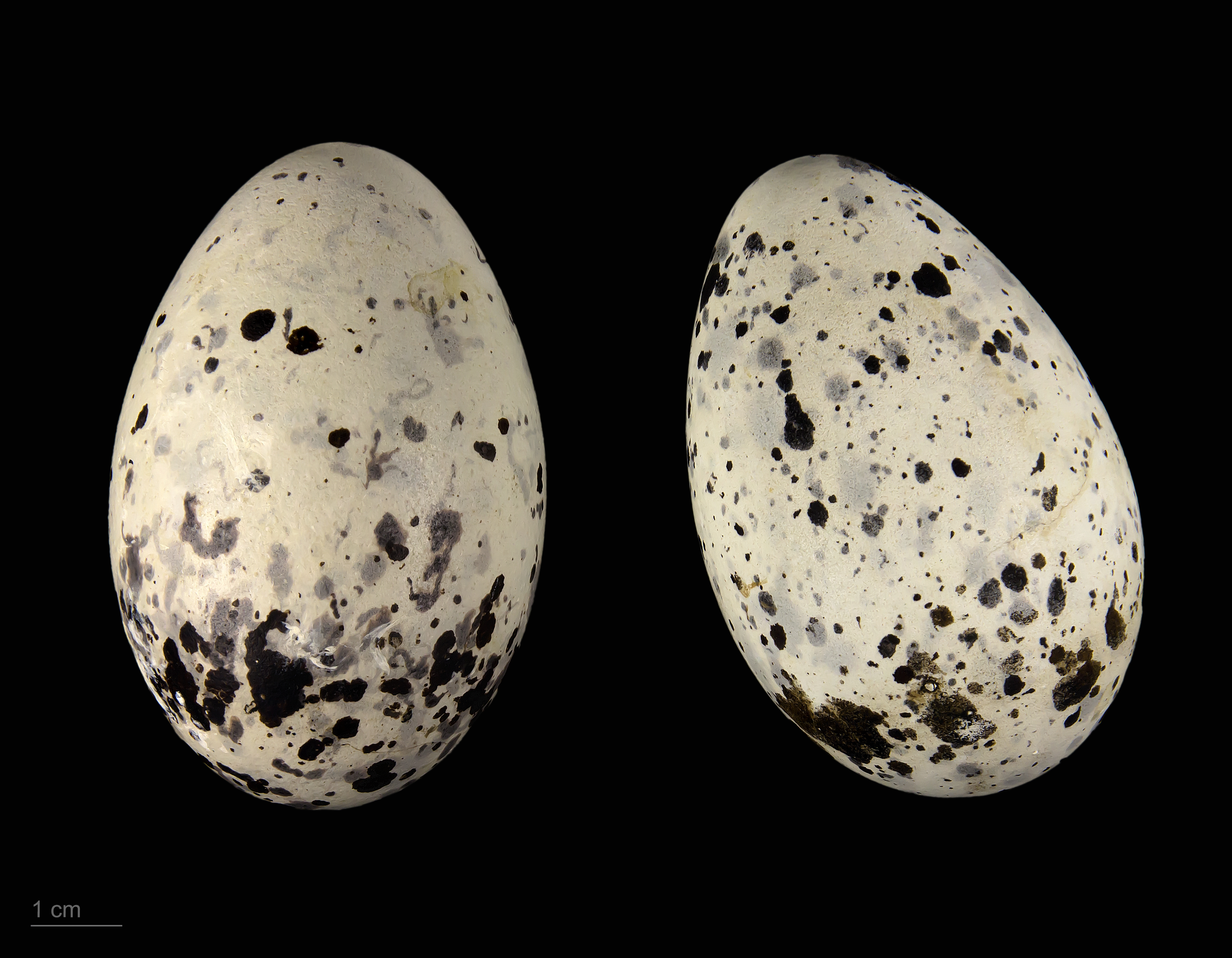
яйцо Cepphus grylle grylle - Тулузский музей

Обыкнове́нный чи́стик (лат. Cepphus grylle) —  морская птица средней величины из семейства чистиковых (Alcidae). 
Взрослые экземпляры достигают размеров от 32 до 38 см и размаха крыльев от 49 до 58 см. Оперение окрашено в чёрный цвет с белыми пятнами на крыльях, лапки красного цвета. В зимнее время спина приобретает серый цвет, а нижняя часть тела — белый.
Местами гнездования обыкновенного чистика являются скалистые острова в северной части Атлантического океана. Наиболее южными точками их ареала распространения являются Ирландия и Шотландия, а также некоторые мелкие острова у берегов Англии. В Северной Америке они встречаются к северу от штата Мэн, а также в небольших количествах на Аляске. В Тихом океане ареал обыкновенного чистика пересекается с ареалом голубиного чистика (Cepphus columba), который выглядит точно так же, но меньше по размерам.
Зимовка проходит в незамёрзших морских регионах, расположенных не очень далеко от мест гнездований. Ныряют обыкновенные чистики при поисках пищи с поверхности воды и ловят главным образом рыбу, раков, моллюсков и части растений.